# Westeind (Nieuwolda)
Westeind was een buurtschap in de gemeente Oldambt in de Nederlandse provincie Groningen. Westeind ligt direct ten zuidwesten van Nieuwolda, tussen het Termunterzijldiep en de N362. Tegenwoordig wordt het als een deel van Nieuwolda gezien.